# Alexandre Borges
Alexandre Borges Corrêa  (Santos, 23 de fevereiro de 1966) é um ator brasileiro.

## Biografia
Integrou o grupo de teatro Boi voador, dirigido por Ulysses Cruz, com quem estreou em 1985, na peça Velhos Marinheiros de Jorge Amado. Entre 1985 e 1989, esteve presente em diversos espetáculos promovidos pelo grupo como Corpo de Baile, de Guimarães Rosa, e Pantaleão e as Visitadoras, de Mario Vargas Llosa. Sua primeira atuação no cinema, deu-se com o curta Paixão Cigana, de 1991. Atuou em sua primeira novela, já como protagonista em Guerra sem Fim da extinta Rede Manchete, onde conheceu sua ex-esposa. Contracenou também na peça Hamlet, em 1993, no Teatro Oficina, sob a direção de José Celso. Sua estreia na Rede Globo foi em 1994, com uma participação na minissérie Incidente em Antares. Mas o sucesso e o reconhecimento só vieram no ano seguinte, quando interpretou Luís Cláudio, uma das personagens centrais da minissérie Engraçadinha: Seus Amores e Seus Pecados. Em pouco tempo, tornou-se um dos atores mais requisitados da emissora.
Em 1995, despontaria em A Próxima Vítima, como o interesseiro Bruno. No ano seguinte, em 1996, vive o seu primeiro protagonista em novelas da Rede Globo, o Afonso de Quem É Você?, ao mesmo tempo em que esteve no cinema com o longa Terra Estrangeira, de Walter Salles. Depois vieram, o coprotagonista Solano Dumont de Zazá, em 1997, e o publicitário Nélio Porto Rico do remake de Pecado Capital, em 1998. Em 1999, integrou o elenco do seriado Mulher protagonizado por Patrícia Pillar e Eva Wilma, na pele do médico João Pedro. Também atuou no filme Um Copo de Cólera, tendo protagonizado a sua primeira cena de nu nas telonas.
Posteriormente, em 2000, participou da histórica minissérie A Muralha, como Dom Guilherme, lançada no ano de comemoração aos 500 anos do Brasil. Nesse mesmo ano, encarnou o boa vida Danilo da novela Laços de Família, mostrando ao telespectador seu lado cômico e, o jogador de futebol Acácio, do filme Bossa Nova, de Bruno Barreto.

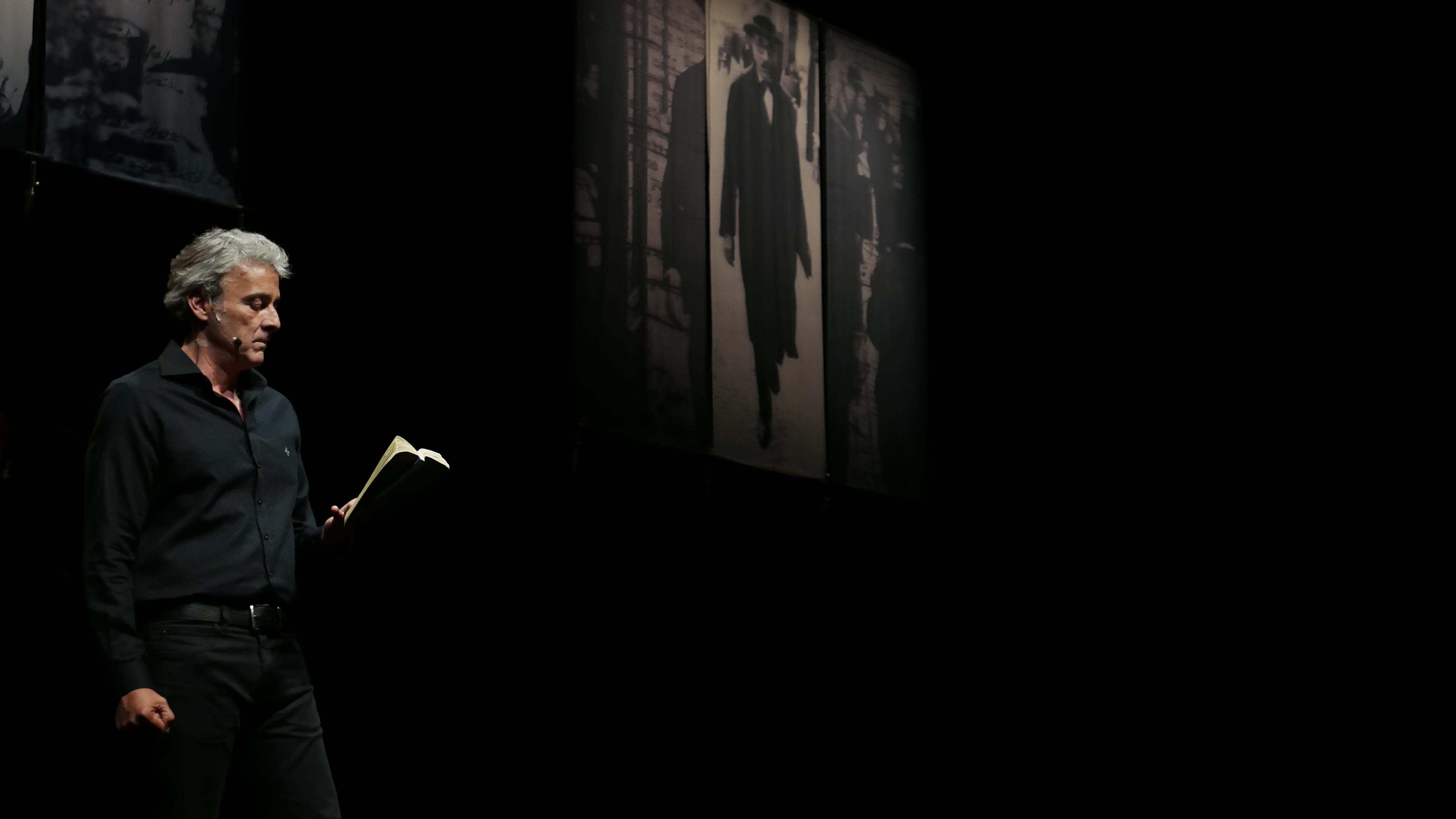
Alexandre em 2018, em apresentação de Poema Bar.

Em 2001, atuou na telenovela As Filhas da Mãe, como Leonardo Brandão, herdeiro de uma grande fortuna que se apaixona pela transexual Ramona (Cláudia Raia).
No ano seguinte protagonizou a novela O Beijo do Vampiro, como Rodrigo, o lendário Cavaleiro Negro. Em 2003, esteve presente no grande sucesso de Celebridade, como Cristiano, jornalista de grande sucesso, versado em cultura brasileira e MPB, viúvo, que vê sua carreira ir por água abaixo após se entregar à bebida por não suportar a morte da mulher. Nesta novela, voltou a fazer par romântico com sua  ex-esposa, a atriz Júlia Lemmertz, que na novela deu vida à sua vizinha Noêmia. Em 2004, participou da programação de fim de ano da Rede Globo ao integrar o elenco da micro-série O Pequeno Alquimista, feita nos mesmos moldes da série cinemática Harry Potter, também responsável por lançar o ator Daniel Torres. Em 2005, co-antagonizou a novela Belíssima, como o italiano Alberto Sabatini, ex-marido de Safira e pai de Giovanna. Na novela, Alberto tenta fazer de tudo para conquistar Mônica, sua empregada doméstica, e arma muitos planos para separá-la do homem de sua vida, Cemil. No dia do casamento dos dois, Alberto envia fotos forjadas de Cemil com outra mulher para Mônica, e a jovem desiste do matrimônio. Ela se casa com o patrão, mas ele lhe trai com muitas mulheres, entre elas, Rebeca, dona de uma agência de modelos.
Em 2006, protagonizou o filme Gatão de Meia Idade, que conta a história de um quarentão, solteiro, charmoso e sedutor que atravessa a chamada "crise da meia-idade" e,  participou também do longa Zuzu Angel, que narra a dramática história da estilista que teve seu filho torturado e assassinado pela ditadura militar. Em 2007, foi um dos protagonistas de Amazônia, de Galvez a Chico Mendes, tendo encarnado Plácido de Castro na segunda fase da minissérie. No mesmo ano, atuou em Desejo Proibido, como Dr. Escobar, médico que vive um romance proibido com sua paciente Ana, de Letícia Sabatella, repetindo o que acontecera em A Muralha, de 2000. Em 2008, fez uma participação especial nos primeiros capítulos de Três Irmãs, como Artur Áquila, vítima de um acidente fatal de carro. Posterior a esse trabalho, em 2009, viveria mais um dos seus grandes momentos na TV, ao dar vida ao excêntrico Raul Cadore, de Caminho das Índias. Empresário frustrado, vive um casamento desastroso e busca refúgio para seus problemas na amante Yvone, melhor amiga de sua esposa, Silvia. Raul está decidido a mudar de vida e para isso seria capaz de tudo, até mesmo de forjar a própria morte, fugir do país e trocar de identidade. Porém, o que ele não imagina é que Yvone, na verdade, está de olho somente na sua fortuna. Em 2010, pode ser visto na pele do costureiro Jacques Leclair, no remake de Ti Ti Ti, onde mais uma vez fez par com Cláudia Raia. Um fato curioso, é que os atores são sempre figurinhas certas em produções assinadas por Sílvio de Abreu, o que não ocorreu em Passione, porém, coincidentemente, foram escalados para o mesmo folhetim.

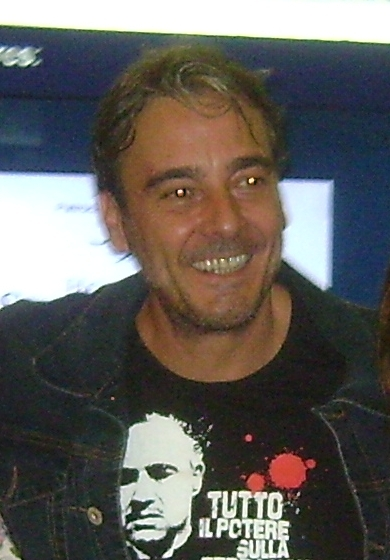
Alexandre após a apresentação da peça "Eu Te Amo", em São Paulo, 2012.

Duas das atrizes com quem mais trabalhou são, justamente, Cláudia Raia, sua amiga, onde estiveram juntos, entre outras produções, em uma minissérie, três especiais e quatro novelas; e Júlia Lemmertz, sua ex-esposa, com quem atuou em nada menos de um seriado, uma minissérie, seis novelas, dois especiais e a três temporadas da série do Multishow, Joana e Marcelo, além de sete filmes e duas peças.
Foi responsável pela produção dos longas O Invasor e Joana e Marcelo, Amor (Quase) Perfeito. Este último teve uma versão mais completa feita para a televisão. Em 2011, deu início ao projeto Poema Bar, com leituras de poemas de Vinícius de Morais e Fernando Pessoa, em parceria com o pianista português João Vasco. O projeto já viajou pelo mundo, passando em locais como Brasil, Portugal, Alemanha, França e Moçambique. Em 2012, interpretou na exitosa novela Avenida Brasil de João Emanuel Carneiro mais um papel importante em sua carreira, o executivo mulherengo Cadinho casado com três mulheres: a fútil e consumista Verônica Magalhães (Débora Bloch), a bióloga hippie Noêmia Buarque (Camila Morgado) e a socialite atrapalhada Aléxia Bragança (Carolina Ferraz). Em 2013, interpretou o apaixonado Thomaz na novela Além do Horizonte. Em 2014 estreou como diretor de teatro na cidade do Rio de Janeiro com espetáculo Uma Pilha de Pratos na Cozinha de Mario Borboloto e em São Paulo com o monologo "Muro de Arrimo" de Carlos Queiroz Telles com atuação marcante de Fioravante Almeida.
Em 2015, o ator interpretou o cômico seu Juju, em I Love Paraisópolis. Em 2016, interpretou o submisso empresário Aparício em Haja Coração. Em 2017 continua a sua carreira de diretor de teatro e volta a dirigir Muro de Arrimo, Uma Pilha de Pratos na Cozinha e Poema Bar, um espetáculo que propõe um novo olhar sobre as obras de Vinicius de Moraes e de Fernando Pessoa. Uma leitura dramatizada, sobre o humor ácido e as paixões de Vinicius que se misturam ao romantismo de Pessoa. O espetáculo circulou em países como Portugal, Alemanha, França e Moçambique. Em 2018, dirige a peça Palhaços de Timochenko Wehbi, com Dedé Santana e Fioravante Almeida. Palhaços é um convite à reflexão sobre o verdadeiro papel do artista, o que faz com que o público ultrapasse o espaço da lona, do espaço cênico, para ver de perto o verdadeiro palhaço.
Em 30 março de 2022, estreia na peça Esperando Godot, de Samuel Beckett, no papel de Vladimir, ao lado de Marcelo Drummond como Estragão. A peça marca o retorno de Alexandre Borges a um espetáculo da companhia Teatro Oficina depois de quase 30 anos, sob a direção de Zé Celso e em montagem para o palco do Teatro do SESC Pompeia, em São Paulo. A peça também marca a primeira reapresentação do grupo Teatro Oficina após dois anos de suspensão causada pela pandemia de Covid-19 e celebra o aniversário do dramaturgo, comemorado no dia 30 de março.

## Vida pessoal
Viveu em Portugal durante um ano e meio, entre os seus 22 e 23 anos. Em 1991 começou a namorar a atriz Júlia Lemmertz, com quem foi casado entre 1993 e 2015. Com ela teve um filho, Miguel, nascido em 2000.

## Filmografia

### Televisão
| Ano  | Título                                   | Personagem                                       | Nota                                |
| ---- | ---------------------------------------- | ------------------------------------------------ | ----------------------------------- |
| 1993 | Guerra sem Fim                           | Cacau                                            |                                     |
| 1994 | Incidente em Antares                     | Padre Pedro Paulo                                |                                     |
| 1995 | Engraçadinha: Seus Amores e Seus Pecados | Luís Cláudio                                     |                                     |
| 1995 | A Comédia da Vida Privada                | Antônio                                          | Episódio: "Sexo na Cabeça"          |
| 1995 | Você Decide                              | Lauro                                            | Episódio: "O Príncipe Desencantado" |
| 1995 | Você Decide                              | Marcos                                           | Episódio: "A Dama de Ferro"         |
| 1995 | A Próxima Vítima                         | Bruno Biondi / Bruno Carvalho                    |                                     |
| 1996 | Quem É Você?                             | Afonso Marcondes Aguiar                          |                                     |
| 1996 | Não Fuja da Raia                         | Alex                                             | Episódio: "1 de outubro"            |
| 1997 | Zazá                                     | Solano Dumont                                    |                                     |
| 1998 | Você Decide                              | Claudionor                                       | Episódio: "Trabalho Escravo"        |
| 1998 | Torre de Babel                           | Ronaldo Mendes                                   | Episódio: "25 de maio"              |
| 1998 | Pecado Capital                           | Nélio Porto Rico                                 |                                     |
| 1999 | Mulher                                   | Dr. João Pedro Neves                             | Temporada 2                         |
| 2000 | A Muralha                                | Dom Guilherme Schetz                             |                                     |
| 2000 | Laços de Família                         | Danilo Menezes Albuquerque                       |                                     |
| 2001 | As Filhas da Mãe                         | Leonardo Brandão                                 |                                     |
| 2001 | Sai de Baixo                             | Dênis                                            | Episódio: "Miami ou Me Deixe"       |
| 2002 | A Grande Família                         | Eduardo                                          | Episódio: "A Escolha de Bebel"      |
| 2002 | Os Normais                               | Marcelo                                          | Episódio: "Uma Amizade Normal"      |
| 2002 | O Beijo do Vampiro                       | Rodrigo Matos                                    |                                     |
| 2003 | Cartão de Visitas                        | Vários personagens                               |                                     |
| 2003 | Celebridade                              | Cristiano Beato Reis                             |                                     |
| 2004 | O Pequeno Alquimista                     | Ardebal                                          |                                     |
| 2004 | A Diarista                               | Calígula                                         | Episódio: "Aquele da Regressão"     |
| 2004 | Sitcom.br                                | Bebeto                                           | Episódio: "Auto-Ajuda"              |
| 2005 | Belíssima                                | Alberto Sabatini                                 |                                     |
| 2005 | Sob Nova Direção                         | Guilherme                                        | Episódio: "O Passado Mora ao Lado"  |
| 2007 | Amazônia, de Galvez a Chico Mendes       | Plácido de Castro                                |                                     |
| 2007 | Desejo Proibido                          | Antônio Escobar (Dr. Escobar)                    |                                     |
| 2008 | Três Irmãs                               | Artur Áquila                                     | Episódio: "25 de abril"             |
| 2008 | Casos e Acasos                           | Vinícius                                         | Episódio: "O Bombeiro"              |
| 2009 | Caminho das Índias                       | Raul Cadore / Umberto Cunha                      |                                     |
| 2009 | Chico e Amigos                           | Augusto                                          | Especial de fim de ano              |
| 2009 | Programa Piloto                          | Alvarenga                                        | Especial de fim de ano              |
| 2010 | Ti Ti Ti                                 | André Spina / Jacques Leclair                    |                                     |
| 2012 | Avenida Brasil                           | Carlos Eduardo de Souza Queirós (Cadinho / Dudu) |                                     |
| 2013 | Mundo sem Mulheres                       | Vários personagens                               |                                     |
| 2013 | Além do Horizonte                        | Thomaz Vilar                                     |                                     |
| 2015 | I Love Paraisópolis                      | Jurandir Balbino (Juju)                          |                                     |
| 2016 | Haja Coração                             | Aparício Varella (Cicinho)                       |                                     |
| 2018 | Deus Salve o Rei                         | Rei Otávio de Cáseres                            | Episódios: "1 de maio–28 de julho"  |
| 2019 | Verão 90                                 | Joaquim Ferreira Lima (Quinzão)                  |                                     |
| 2021 | The Masked Singer Brasil                 | Onça-Pintada (5.° eliminado)                     | Temporada 1                         |
| 2023 | Amor Perfeito                            | Juscelino Kubitschek                             | Episódio: "31 de março"             |
| 2023 | Cine Holliúdy                            | Diabo                                            | Temporada 3                         |
| 2023 | Elas por Elas                            | Pedro Cardoso                                    |                                     |
| 2023 | Codex 632                                | Nelson Moliarti                                  |                                     |

### Cinema
| Ano  | Título                                        | Personagem                | Nota                           |
| ---- | --------------------------------------------- | ------------------------- | ------------------------------ |
| 1991 | Paixão Cigana                                 |                           | Curta-metragem                 |
| 1992 | Sangue, Melodia                               |                           | Curta-metragem                 |
| 1993 | Estado de Espírito                            |                           | Curta-metragem                 |
| 1994 | Mil e Uma                                     | Antônio                   |                                |
| 1996 | Tudo Cheira a Gasolina                        | Passageiro                | Curta-metragem                 |
| 1996 | Terra Estrangeira                             | Miguel                    |                                |
| 1997 | Mangueira - Amor à Primeira Vista             | Marcelo                   |                                |
| 1997 | Glaura                                        | Pedro                     | Curta-metragem                 |
| 1998 | Traição                                       | Marido                    |                                |
| 1998 | Amor & Cia                                    | Machado                   |                                |
| 1999 | Amor que Fica                                 | Marcelo                   |                                |
| 1999 | Um Copo de Cólera                             |                           |                                |
| 1999 | Até que a Vida nos Separe                     | João                      |                                |
| 2000 | Deus Jr.                                      |                           |                                |
| 2000 | Bossa Nova                                    | Acácio                    |                                |
| 2001 | Nelson Gonçalves                              | Nelson Gonçalves          | Docudrama                      |
| 2001 | A Garota do Rio                               |                           | Como assistente de produção    |
| 2001 | O Invasor                                     | Gilberto / Giba           | Também como produtor associado |
| 2002 | Joana e Marcelo, Amor (Quase) Perfeito        | Marcelo                   |                                |
| 2002 | As Três Marias                                | Salva Vidas               |                                |
| 2003 | Acquária                                      | Bártok                    |                                |
| 2004 | Pato com Laranja                              |                           | Curta-metragem                 |
| 2005 | Nanoilusão                                    |                           | Curta-metragem                 |
| 2006 | Balada das Duas Mocinhas de Botafogo          | Pai                       | Curta-metragem                 |
| 2006 | Zuzu Angel                                    | Fraga                     |                                |
| 2006 | Gatão de Meia Idade                           | Cláudio                   |                                |
| 2008 | Adagio Sostenuto                              | José Morelli              |                                |
| 2008 | Plastic City - Dangkou                        |                           |                                |
| 2009 | Bela Noite para Voar                          | Ministro da Fazenda       |                                |
| 2011 | Retrato Falhado                               | Delegado Araújo           | Curta-metragem                 |
| 2014 | As Aventuras de Peabody e Sherman             | Sr. Peabody (voz)         | Dublagem                       |
| 2014 | Getúlio                                       | Carlos Lacerda            |                                |
| 2015 | Meus Dois Amores                              | Targino                   |                                |
| 2015 | Bem Casados                                   | Heitor                    |                                |
| 2022 | Predestinado: Arigó e o Espírito do Dr. Fritz | Senador Lúcio Bittercourt |                                |

## Teatro
| Ano           | Título                        | Papel                             |
| ------------- | ----------------------------- | --------------------------------- |
| 1985          | Velhos Marinheiros            |                                   |
| 1987          | Corpo de Baile                |                                   |
| 1989          | Pantaleão e as Visitadoras    |                                   |
| 1993          | Hamlet                        | Rei Claudio                       |
| 1994–96       | Eu Sei Que Vou Te Amar        | Ele                               |
| 2000–02       | Dois Perdidos Numa Noite Suja | Tonho                             |
| 2011–13       | Eu Te Amo                     | Paulo                             |
| 2011–presente | Poema Bar                     |                                   |
| 2013          | Ópera Samba                   | José Bonifácio de Andrada e Silva |
| 2022          | Esperando Godot               | Vladimir (Didi)                   |

## Direção
| Ano  | Título                                     | Cargo   |
| ---- | ------------------------------------------ | ------- |
| 2008 | Essa História Dava Um Filme (Epi: Eclipse) | Diretor |
| 2011 | Poema Bar                                  | Diretor |
| 2014 | Uma Pilha de Pratos na Cozinha             | Diretor |
| 2014 | Muro de Arrimo                             | Diretor |
| 2015 | Especial Muro de Arrimo/ TV Cultura        | Diretor |
| 2018 | Palhaços                                   | Diretor |

## Prêmios e indicações
| Ano  | Prêmio                              | Categoria                               | Trabalho           | Resultado |
| ---- | ----------------------------------- | --------------------------------------- | ------------------ | --------- |
| 1996 | Prêmio Contigo! de TV               | Participação Especial Masculina         | A Próxima Vítima   | Venceu    |
| 1999 | Prêmio Guarani de Cinema Brasileiro | Melhor Ator Coadjuvante                 | Amor & Cia         | Indicado  |
| 2001 | Troféu Imprensa[carece de fontes?]  | Melhor Ator                             | Laços de Família   | Indicado  |
| 2001 | Melhores do Ano                     | Melhor Ator Coadjuvante                 | Laços de Família   | Venceu    |
| 2002 | Melhores do Ano                     | Melhor Ator Coadjuvante                 | As Filhas da Mãe   | Venceu    |
| 2002 | Prêmio Contigo! de TV               | Melhor Par Romântico (com Cláudia Raia) | As Filhas da Mãe   | Indicado  |
| 2003 | Melhores do Ano                     | Melhor Ator Coadjuvante                 | O Beijo do Vampiro | Venceu    |
| 2003 | Grande Prêmio do Cinema Brasileiro  | Melhor Ator                             | O Invasor          | Indicado  |
| 2004 | Troféu Super Cap de Ouro            | Destaque                                | Celebridade        | Venceu    |
| 2009 | Melhores do Ano                     | Melhor Ator Coadjuvante                 | Caminho das Índias | Indicado  |
| 2010 | Melhores do Ano                     | Melhor Ator                             | Ti Ti Ti           | Indicado  |
| 2010 | Prêmio Qualidade Brasil             | Melhor Ator                             | Ti Ti Ti           | Indicado  |
| 2010 | Prêmio Quem de Televisão            | Melhor Ator de Televisão                | Ti Ti Ti           | Indicado  |
| 2010 | Prêmio Extra de Televisão           | Melhor Ator                             | Ti Ti Ti           | Indicado  |
| 2010 | Veja São Paulo - Paulistanos do Ano | Destaque                                | Ti Ti Ti           | Venceu    |
| 2011 | Prêmio Contigo! de TV               | Melhor Ator de Novela                   | Ti Ti Ti           | Indicado  |
| 2012 | Prêmio Extra de Televisão           | Melhor Ator Coadjuvante                 | Avenida Brasil     | Indicado  |
| 2012 | Prêmio Quem de Televisão            | Melhor Ator Coadjuvante                 | Avenida Brasil     | Indicado  |
| 2014 | Prêmio Aplauso Brasil de Teatro     | Melhor Direção                          | Muro de Arrimo     | Venceu    |
| 2015 | Grande Prêmio do Cinema Brasileiro  | Melhor Ator                             | Getúlio            | Indicado  |